# 伊斯兰社会主义
伊斯兰社会主义是由一些穆斯林领袖以满足社会主义更多的精神需求，在调和伊斯兰教义与社会主义思想的基础上而创造的一种思潮。穆斯林中的社会主义者认为，《古兰经》和“穆罕默德圣训”中的思想（尤其是天课）与社会主义中追求社会平等和财富再分配的原则存在相通之处。甚至有人认为社会主义思想来源于《古兰经》。而一些原教旨的伊斯兰学者则声称，把对私有财产的没收等做法说成是社会主义的做法，是对伊斯兰教义的歪曲和亵渎。一些社会主义者则认为，在伊斯兰社会主义的形成发展过程中，由于糅合了宗教与民族主义的成分，是对科学社会主义的歪曲与误读。伊斯兰社会主义者们从穆罕默德建立的倡导福利的麦地那国汲取了灵感，并将思想根植于反帝国主义。萨拉马·穆萨是其中的代表，他撰写了许多有关社会主义与反对英国殖民的埃及民族主义的文章。
伊斯兰社会主义者们相信政府的合法性来源于大众，并希望建立一个基于福利制度和天课概念的政府。在实践中，这些通过收入保障、养老金和福利来体现。伊斯兰社会主义思想的实际应用可以追溯到穆罕默德和最初的几位哈里发，以及20世纪70年代建立的现代政党。
伊斯兰社会主义者经常用古兰经捍卫他们的立场。例如，在巴基斯坦，“各人只得享受自己的劳绩”和“大地确是真主的”等经文通常被用来支持伊斯兰社会主义，并作为反对通过操作资本以增加财富的论据。土耳其伊斯兰社会主义组织反资本主义穆斯林公开挑战右翼对《古兰经》解读以及“试图反驳它的左翼色彩”的行为。

## 历史

### 早期伊斯兰教
穆罕默德的同伴阿布·达尔·吉法里被穆罕默德·沙卡维和萨米·阿亚德·汉纳等学者认为是伊斯兰社会主义的重要先驱。他反对奥斯曼哈里发统治时期统治阶级积累财富的行为，并敦促公平的分配财富。第一代哈里发阿布·伯克尔引入了有保障的最低收入标准，每年给予每个男人、女人和儿童10第尔汗，后来增加到20第尔汗。

### 苏联
根据萨米·阿亚德·汉纳和哈尼夫·拉迈的说法，伊斯兰社会主义的最早表现之一是19世纪末20世纪初俄罗斯鞑靼斯坦的瓦伊斯运动。该运动反抗俄罗斯帝国的统治，并得到了穆斯林农场主、农民和小资产阶级的支持。20世纪初，该运动遭到沙俄当局镇压，并转入地下，此时它开始与共产主义者、社会主义者和社会民主主义者合作进行反政府运动，并在1905年俄国革命后开始将自己定义为伊斯兰社会主义运动。该运动在1917年俄国革命期间与布尔什维克结盟，在此期间，它还组建了第一个伊斯兰公社。喀山穆斯林社会主义委员会在此时也很活跃。1924年列宁逝世后，该运动宣布独立于苏共；20世纪30年代，该运动在大清洗期间被镇压。
苏俄的决策者们认识到，如果在苏俄南部的邻国发动革命，会引起资本主义列强的注意，这些国家会邀请列强们干预。正是这种认识促使苏俄代表在1920年9月的东方被压迫民族会议上驳斥了民族共产主义者的论点，认为这些论点不切实际，对整个革命起反作用，但却没有详细说明他们担心俄国的安全受到威胁。此外，俄国布尔什维克不希望看到另一个革命中心，这也促使他们采取行动反对民族共产主义者。

### 伊朗
伊朗知识分子穆罕默德·纳赫沙布被认为是什叶派与欧洲社会主义之间第一次结合的代表人物。纳赫沙布的运动基于伊斯兰教和社会主义相容的信条，因为这两者都追求实现社会公平和正义。他的理论在其伦理法文学学士的学位论文中得到了阐述。1943年，纳赫沙布建立了拜神社会主义者运动，该组织是伊朗民族阵线的六个创始成员之一。该组织由两个团体合并而成：纳赫沙布在达拉弗农理工学校的高中生圈子和贾拉勒丁·阿什蒂亚尼在德黑兰大学工程学院的一个约25人的圈子。该组织最初称为爱国穆斯林联盟，是宗教感情、民族主义和社会主义思想的结合。1953年，伊朗发生政变以反对穆罕默德·摩萨台领导的民族阵线政府后，该国的伊斯兰社会主义变得更为激进。在阿里·沙里亚蒂的影响下，工人阶级解放斗争组织利用马克思主义思想与沙阿的政府进行武装斗争，并参与了1979年的伊朗伊斯兰革命。然而，革命后建立的伊斯兰共和国与该运动的宗旨背道而驰。
贾拉勒·艾哈迈德和阿里·沙里亚蒂等有影响力的人物也被描述为伊斯兰社会主义者。

### 英属印度
在南亚，迪奥班迪学者、印度独立活动家乌拜杜拉·信德于20世纪10年代经阿富汗前往俄罗斯。此后，他一直留在革命后的俄罗斯，直到1923年。在俄罗斯，他学习了社会主义，并与共产主义革命家进行了讨论。这之后，他从俄罗斯移居土耳其，在那里他发展了自己的伊斯兰社会主义思想，将伊斯兰教与共产主义相提并论，强调财富的公平分配。在20世纪20年代和30年代，除了信德之外，另一位鲜为人知的学者希夫祖尔·拉赫曼·西奥哈维也提出伊斯兰教和马克思主义是相容的，在社会结构和经济方面有着诸多相同的理念。

### 巴基斯坦
伊斯兰社会主义对巴基斯坦的意识形态也至关重要，正如巴基斯坦国父穆罕默德·阿里·真纳于1948年3月26日在吉大港对人群说的那样：“当你说巴基斯坦应该建立在社会正义和伊斯兰社会主义的坚实基础之上时，你只是在表达我和数百万穆斯林的情绪，强调人与人之间的平等和兄弟情谊”。1949年8月25日，巴基斯坦第一任总理利雅卡特·阿里·汗以同样的方式说：
现在人们讨论着许多种“主义”，但我们相信，只有一种“主义”，那便是伊斯兰社会主义。简而言之，这意味着这片土地上的每个人都有平等的权利获得食物、住所、衣服、教育和医疗设施。不能确保其人民获得这些服务的国家永远无法进步。大约1350年前制定的经济纲领仍然是我们最好的经济纲领。事实上，无论人们尝试什么制度，他们最终都会回到伊斯兰社会主义，无论他们采用什么名称称呼它。
真纳领导的穆斯林联盟是巴基斯坦的第一个执政党，其中包括一些伊斯兰社会主义者，尽管这些人在党内处于相对边缘的地位。在巴基斯坦也很有影响力的还有古拉姆·艾哈迈德·佩尔韦兹，他是一位伊斯兰学者，提倡唯独古兰经，专注于现代科技的研究。尽管他受到更保守的学者的批评，但他与真纳和穆罕默德·伊克巴勒结盟，真纳任命他为《Tolu-e-Islam》杂志的编辑，在其中他撰写并发表了支持用社会主义解释《古兰经》的文章，认为“社会主义最好地执行了《古兰经》关于财产、正义和财富分配的格言”，倡导一个进步的、非神权的政府，并用科学和土地改革来促进经济的发展。佩尔韦兹在将《古兰经》思想应用于政治意识形态的过程中提出，地狱是一个“……人们其被邪恶的经济制度所支配，拼命积累财富的社会”。20世纪60年代，在阿尤布·汗担任巴基斯坦总统的时期，哈尼夫·拉迈在拉合尔领导了一批知识分子，借鉴了佩尔韦兹与哈利法·阿卜杜勒·哈基姆以及米歇尔·阿弗拉克等阿拉伯复兴党社会主义思想家的思想，发展了伊斯兰社会主义思想。当佐勒菲卡尔·阿里·布托和贾拉勒丁·阿卜杜勒·拉希姆一起创立巴基斯坦人民党时，拉迈和其同伴影响了布托，他们也是该党宣言的主要影响者。拉迈阐述了巴基斯坦人民党伊斯兰社会主义的优先事项，包括清除封建主义以及不受控的资本主义，加强国家对经济的监管，将主要银行、工业和学校国有化，鼓励工厂中的参与式管理并建立民主制度。他们将这些政策视作对《古兰经》中包含的平等和正义原则的现代延申，这些原则也曾在穆罕默德的权威下在麦地那和麦加施行。然而，20世纪70年代布托执政期间，他缩减了改革计划，并在1973年石油危机后加深了巴基斯坦与保守的、石油资源丰富的波斯湾阿拉伯国家之间的关系，清洗了巴基斯坦人民党内的激进左翼，并向伊斯兰政党做出让步，以安抚它们。该党于1967年通过了“伊斯兰教是我们的信仰，民主是我们的政治，社会主义是我们的经济，一切权力归于人民”的口号。

### 阿富汗
尽管是马克思主义政党，阿富汗人民民主党（在四月革命后掌权）在其改革激起宗教反对派和地主的反对后，开始利用强调社会主义和伊斯兰教之间相似性的言论。阿富汗民主共和国第一任总统努尔·穆罕默德·塔拉基面临的最尖锐的两难境地便是建立针对伊斯兰教的政党路线，在尊重伊斯兰教原则的同时在其与马列主义理想之间取得平衡。尽管领导了斋月祈祷并发表了和解讲话，但阿富汗人民民主党秘密章程的第一条肯定了该党对马克思列宁主义的信仰。塔拉基旨在通过提出一个“进步、现代、纯粹的伊斯兰教”来调和两者，摆脱“不良传统、迷信和错误信仰”。这表明塔拉基努力将伊斯兰价值观与社会主义原则相结合，反映了伊斯兰社会主义的一种形式，尽管其面临着伊斯兰神职人员和农村人口的强烈反对。

### 印度尼西亚
在印度尼西亚，共产主义者陈马六甲是该国独立斗争期间富有影响力的伊斯兰社会主义思想家。他认为共产主义和伊斯兰教是相容的，它们应当成为印尼民族革命的基础，并相信伊斯兰教可以用来团结整个穆斯林世界的工人阶级。尽管陈马六甲于印尼获得独立的同一年，1949年，去世，但该国第一任总统苏加诺借鉴了他的思想：他拥护融合了宗教和社会主义的意识形态概念，如建国五项原则、玛尔哈恩主义和纳沙贡。

### 也门社会主义

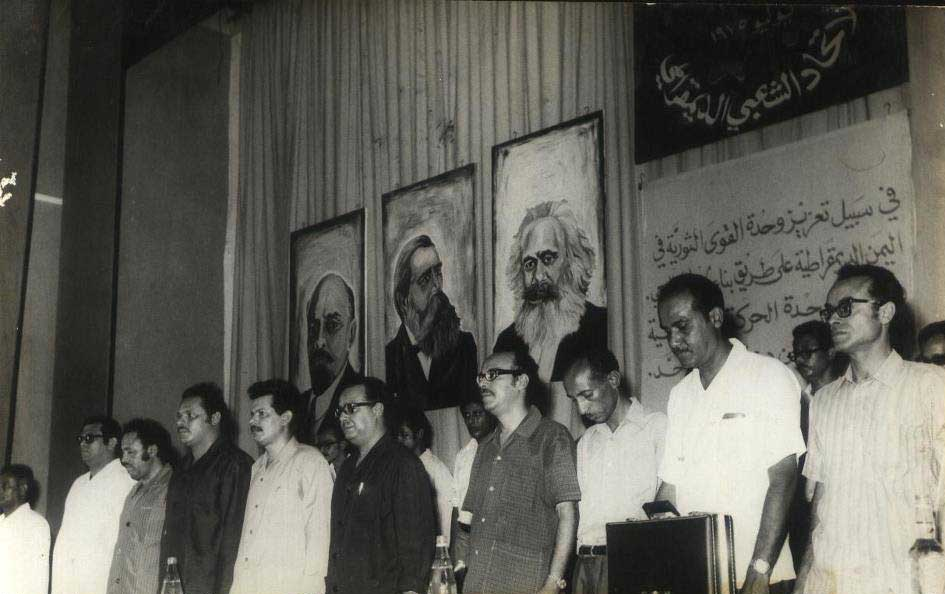
20世纪70年代贾迈勒·阿卜杜-纳赛尔、阿卜杜勒·法塔赫·伊斯梅尔和阿卜杜拉·阿卜杜勒·拉扎克·巴迪卜在人民先锋党 (南也门)建党节上的照片，三人身后是马克思、恩格斯和列宁的肖像

1969年6月，也门民族解放阵线的激进马克思主义派系在一场被称为“纠正行动”的政变中获得了权力。1970年11月30日，这个激进派系将南也门国名更为“也门民主人民共和国”。随后，所有政党都被合并进民族解放阵线，民族解放阵线更名也门社会党，成为唯一合法政党。也门民主人民共和国与苏联、东德、古巴和巴勒斯坦解放组织建立了密切联系。1968年的东德宪法甚至成为其第一部宪法的蓝本。
主要的共产主义势力协助南也门建立了武装部队。在莫斯科的大力支持下，苏联海军得以进入南也门的海军设施。其中最重要的便是索科特拉岛上用于在印度洋行动的苏联海空军基地。

## 想法和概念

### 天课
作为伊斯兰教的五功之一，天课基于所积累的财富（约占一回历年内所拥有的所有金融资产的2.5%）的施舍行为。与赛德盖不同，天课是所有有经济能力的穆斯林成年人的义务，被认为是一种虔诚的行为。穆斯林通过天课表达对同胞福祉的关注，并维护富人和穷人间的社会和谐。天课促进了财富更公平再分配，并培养了乌玛成员之间的团结意识。
天课旨在阻止资本囤积，并有助于刺激投资。由于个人必须为其净资产支付天课，富有的穆斯林被迫投资于有利可图的企业，否则他们的财富就会慢慢衰减。此外，设备、工厂和工具等生产资料免征天课，这进一步鼓励人们将财富投资于生产性企业。衣物、家具和一处住宅等个人资产也免征天课。
根据《古兰经》，有八类人（阿拉伯语：‎）可以获得天课的资金：
1. 赤贫者（阿拉伯语：‎）：那些生活在赤贫中的人；
2. 贫穷者（阿拉伯语：‎）：那些虽然有一些收入，但仍然不足以满足基本需求的人；
3. 管理赈务者（阿拉伯语：‎）：那些负责收集和分发天课的人；
4. 心被团结者（阿拉伯语：‎）：那些新近归信伊斯兰或有可能归信伊斯兰的人，需要通过物质帮助来稳定其信仰；
5. 无力赎身者（阿拉伯语：‎）：那些希望通过支付赎金来获得自由的奴隶；
6. 不能还债者（阿拉伯语：‎）：那些因合法或正当原因负债且无力偿还的人；
7. 为主道工作者（阿拉伯语：‎）：那些为真主的事业而奋斗的人，例如学生、传教士或圣战者；
8. 途中穷困者（阿拉伯语：‎）：那些在旅途中遇到困难且无力返回家乡的人。

根据圣训，穆罕默德的家人不应享用天课。天课不应交给自己的父母、祖父母、子女、孙子女或配偶。此外，禁止将天课资金用于投资，而不是直接捐给需要的人。一些学者对符合条件的穷人是否应包括非穆斯林存在分歧。一些学者指出，可以向非穆斯林支付天课，但必须在穆斯林的需求得到满足之后。在东南亚穆斯林社会中，为主道工作者是最重要的天课享用者，它被广泛地解释为包括资助传教工作、《古兰经》学校以及其他任何服务于社会的活动。天课可用于资助圣战。只要是为了高举伊斯兰教的旗帜，就应该使用天课。此外，天课资金还可用于中央天课征收系统的管理。
从历史上看，阿布·阿拉·毛杜迪倡导天课的概念。毛杜迪认为，天课应主要以税收的形式由财政部征收，财政部负责管理征集的天课，并确保天课的正确分配。如果有人去世后没有家人继承其财富，那么这些财富将交给财政部管理。
在英国，根据扎林·卡拉斯对4000人进行的自我报告研究，今天的穆斯林比其他宗教的信徒对慈善事业的捐赠更多。今天，保守估计每年的天课数量是全球人道主义捐款的15倍。

### 福利国家
福利与养老金的概念在早期的伊斯兰教法中以天课或慈善的形式引入。天课是伊斯兰教的五大支柱之一，创立于7世纪的正统哈里发时期。这种做法一直持续到阿拔斯王朝的时代。伊斯兰政府国库中征收的税款（包括天课和吉兹亚）用于为有需要的人提供收入，包括穷人、老人、孤儿、寡妇和残疾人。根据伊斯兰法学家阿布·哈米德·加札利的说法， 政府还应在每个地区储备粮食，以防备灾害或饥荒。
在正统哈里发时期，欧麦尔一世推出了各种福利计划。在他的统治下，平等延伸至所有的公民，甚至包括哈里发自己：正如欧麦尔所认为的，“任何人，无论多么重要，都不应该以与其他人区别开来的方式生活”。欧麦尔一世本人过着“简朴的生活，远离一切世俗的奢侈品”，比如他经常穿着“破旧的鞋子和缝补过的衣服”，或者他睡在“清真寺光秃秃的地板上”。此外，政府还对总督和官员设定了财富限制，“如果他们表现出任何可能使他们与人民区分开来的骄傲或财富的外在迹象，就会被解雇”。这是抹去“可能不可避免地导致冲突的阶级差异”的早期尝试。欧麦尔一世还确保公共财政不会被浪费在“不必要的奢侈品”上，因为他认为“如果这些钱用于人民的福利，而非毫无生气的砖头上，那会更好”。
正统哈里发时期欧麦尔一世引入的创新福利改革还包括社会保障。其中包括失业补助，这项福利直到19世纪才出现在西方世界。在正统哈里发时期，每当公民受伤或失去工作能力时，国家有义务确保他们的最低需求得到满足，失业者及其家人从公共财政中获得津贴。退休金则发给已退休的且可以“指望从公共财政中获得津贴”的老人。被遗弃的婴儿也得到照顾，每年每个婴儿会花费100第尔汗。欧麦尔一世在实施瓦合甫（一种慈善信托）制度时还引入了公共受托人和公有制的概念，该制度将“财富从个人或少数人手中转移为社会集体所有制”，以便“为整个社群提供服务”。例如，欧麦尔一世从贝努·哈里斯部落手中购买了土地，并将其转化为慈善信托，这意味着“土地的利润和产品都用于造福穷人、奴隶和旅行者”。
在伊斯兰历18年（公元638年）的大饥荒时期，欧麦尔一世引入了进一步改革，例如引入食品券的食物配给，这些食品券可以分发给有需要的人，用以兑换小麦和面粉。他引入的另一个创新概念是贫困线，努力保障最低生活水平，以确保整个帝国的公民都不会遭受饥饿。为了确定贫困线，欧麦尔一世下令进行一项实验，已测试需要多少西尔的面粉才能养活一个人一个月。他发现25西尔的面粉足够30个人一次的食用，由此他得出结论，50西尔的面粉足够养活一个人一个月。因此，他下令穷人每人每月获得50西尔面粉的口粮。此外，穷人和残疾人还可以获得现金补贴。然而，为了避免一些公民利用政府福利，“乞讨和懒惰是不能容忍的”，且“那些接受政府福利的人应该是社群的贡献者”。
在倭马亚王朝时期又进行了一些改革。在服役期间致残的注册士兵可以领取伤残抚恤金，而对残疾人和一般穷人也有类似的规定。哈里发韦立德一世为有需要的人分配了款项和服务，其中包括为穷人提供金钱、为盲人提供向导、为肢体残障人士提供仆人以及为所有残疾人提供养老金，以便他们永远不需要乞讨。韦立德二世和欧麦尔二世为盲人和肢体残障人士提供金钱和衣服，并为后者提供仆人。这些改革在阿巴斯王朝的马赫迪时期继续实行。阿巴斯王朝的呼罗珊总督塔希尔·伊本·胡塞因在给其子的一封信中表示，应该从国库中拿出养老金给盲人，照顾一般的穷人及赤贫者，确保不会忽视那些无他提出诉求、不知如何主张自己的权利的受压迫者；还应将抚恤金分发给受灾者及他们留下的寡妇和孤儿。伊斯兰哲学家法拉比和伊本·西那所描述的“理想城市”也为残疾人分配资金。
当社群遭受饥荒时，统治者通常会通过减免税款、进口食物和慈善捐款等措施来支持难民，确保每个人都有足够的食物。然而，通过信托机构进行的私人慈善在缓解饥荒方面的作用往往比政府措施更大。从9世纪开始，国库里的资金也被用于慈善信托，用以建设和支持公共机构，这些通常是伊斯兰学校和伊斯兰医院。
法拉·安顿的妹夫，叙利亚社会主义者尼古拉·哈达德来自一个东正教家庭，他被认为写了第一本关于社会主义的阿拉伯语书籍，题为al-Ishtirakiyah。哈达德相信可以打造一个福利国家，由政府提供就业、医疗、教育和养老金。哈达德、安顿和天主教出身的希布利·舒迈伊尔三人被认为影响了埃及著名作家萨拉马·穆萨的作品。萨拉马·穆萨出身于一个写埃及民族主义书籍的科普特人家庭，他后来在埃及成立了一个短命的社会主义政党。

### 最低所得保障
最低所得保障是一种社会福利制度，其保证所有公民或家庭只要民族某些条件，就能获得足够维持其生活的资金。资格通常由公民身份、经济状况调查以及劳动力的可用性或参与社区服务的意愿决定。最低所得保障的首要目的是消除贫困。如果公民身份是唯一要求，那么该系统就会变为全民基本收入。第一位哈里发阿布·伯克尔引入了有保障的最低收入标准，每年向每个男性、女性和孩子授予10第尔汗——后来增加到20第尔汗。一些（但非全部的）伊斯兰社会主义者主张更新和扩大这一政策。

## 伊斯兰社会主义意识形态
穆斯林社会主义者认为社会主义与伊斯兰教教义相容，并且通常接受世俗形式的社会主义。然而，一些穆斯林社会主义者认为社会主义应在伊斯兰框架内实施，并且存在着许多伊斯兰社会主义意识形态。
在现代，伊斯兰社会主义可以分为左翼和右翼两种形式。左翼（穆罕默德·西亚德·巴雷、穆罕默德·米斯巴赫、阿里·沙里亚蒂、亚西尔·阿拉法特、阿卜杜拉·阿莱利和贾拉勒·艾哈迈德等）主张无产阶级国际主义，实施伊斯兰教法，同时鼓励穆斯林加入或与国际社会主义或马克思主义运动合作。右翼（穆罕默德·伊克巴勒、阿古斯·萨利姆、贾迈勒丁·阿富汗尼、穆萨·萨德尔和马哈茂德·沙尔图特等）则在意识形态上更接近第三位置主义，不仅支持社会正义、平等主义社会和普遍平等，还支持伊斯兰复兴主义和伊斯兰教法的实施；他们拒绝完全采用阶级斗争，并与其他社会主义运动保持距离。

### 卡扎菲主义

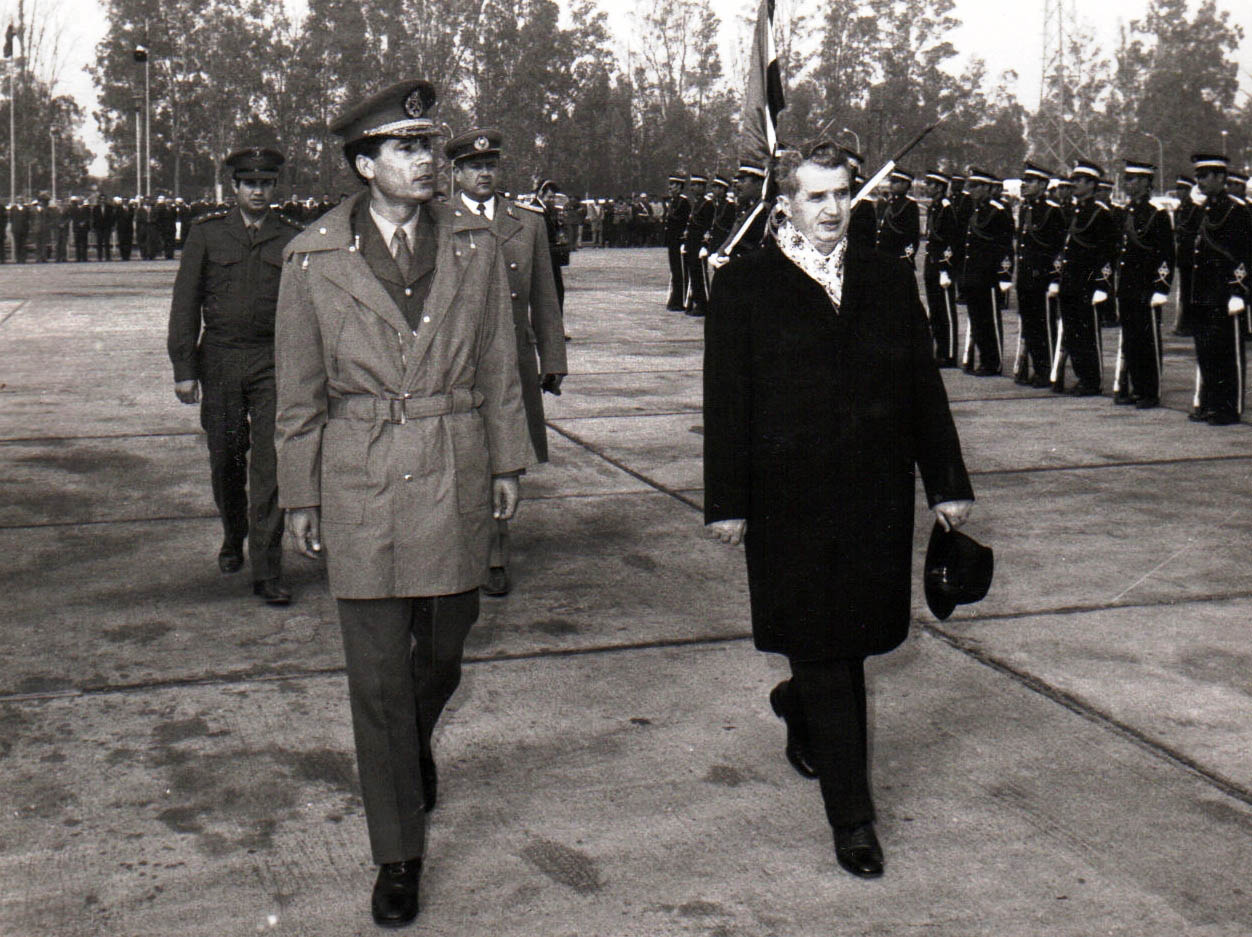
卡扎菲与罗马尼亚共产党领导人齐奥塞斯库在布加勒斯特，摄于1974年

穆阿迈尔·卡扎菲在《绿皮书》中概述了他对伊斯兰社会主义的看法，该书分三部分出版（1975年、1977年、1978年）。《绿皮书》深受泛阿拉伯主义领袖、埃及领导人贾迈勒·阿卜杜-纳赛尔的影响，并成为伊斯兰军团的基础。
《绿皮书》拒斥基于选举代表的现代自由民主制及资本主义，而是提出了一种由全体人民委员会监督的直接民主，允许所有成年公民直接参与政治。该书指出，“言论自由是每个人资产人的权力；即使一个人的行为不够理性，他也应该有表达其荒唐行为的权力”。《绿皮书》指出，言论自由的基础是图书出版商、报纸、电视台和广播电台的公有制，理由是私有制是不民主的。
书中关于废除货币的一段话与弗里德里希·恩格斯的《共产主义原理》中的一段很相似。卡扎菲写道：“最后一步是当新的社会主义社会达到利润和金钱的消失的阶段时。它是通过将社会转变为一个充分生产性的社会，并通过在生产中达到满足社会成员的物质需要的水平实现的。在最后阶段，利润将自动消失，也就不需要货币了”。
实际上，尽管卡扎菲反对伊斯兰主义运动，但他奉行社会保守政策，例如禁止销售和消费酒精、关闭夜总会以及压制大学和学院中的马克思主义活动。
根据雷蒙德·邓肯·加斯蒂尔的说法，革命联合阵线受到卡扎菲伊斯兰社会主义哲学的影响。

### 安纳托利亚社会主义
切尔凯斯·埃特海姆是安纳托利亚伊斯兰社会主义最早的支持者。他是一名有切尔克斯血统的奥斯曼民兵领袖，最初因在一战后的土耳其独立战争期间与入侵安纳托利亚的盟军作战并取胜而声名鹊起。
人民支队是一支由切尔凯斯·埃特海姆领导的切尔克斯和阿布哈兹志愿者组成的部队。该组织将自己视为一支警察部队，与那些制造骚乱威胁安纳托利亚的更大利益作斗争。随着时间推移，埃特海姆的伊斯兰社会主义观点愈发明显，该组织与凯末尔·阿塔图尔克的土耳其国民运动保持距离，并最终反对后者。

## 伊斯兰经济

### 瓦伊斯运动
瓦伊斯运动由巴哈韦提丁·瓦伊塞夫创立，是一场于19世纪末20世纪初发生在鞑靼斯坦和其他鞑靼人聚集地的宗教、社会和政治运动。瓦伊斯运动主张不服从俄罗斯法律和当局，只遵循《古兰经》和伊斯兰教法。该运动的支持者逃避兵役，拒绝支付税款，不使用俄罗斯护照。该运动还融入了阶级斗争和民族主义元素。瓦伊斯运动将鞑靼农民、手工业者和小资产阶级团结在一起，在整个地区有着广泛的支持。
1884年，巴哈韦提丁·瓦伊塞夫被捕，该运动遂转入地下，但仍保持着强大的追随者。巴哈韦提丁的儿子盖南·瓦伊塞夫在巴哈韦提丁1893年去世后继续领导该运动。1897年，约有100名成员在鼓励人们拒绝参加人口普查后被逮捕流放。1905年—1907年第一次俄国革命后，瓦伊斯运动的规模得到扩大；到了1908年，该运动在喀山省、奥伦堡和中亚的其他省有着将近15000名追随者。瓦伊斯运动的追随者在十月革命后支持苏维埃政府，并在俄罗斯内战期间为红军组织了一个团。该运动的成员与俄罗斯布尔什维克保持距离，并于20世纪20年代在奇斯托波尔成立了自治公社新保加尔运动。20世纪30年代的大清洗期间，该运动受到迫害并解散。

### 伊斯兰马克思主义
伊斯兰马克思主义试图在伊斯兰教的框架内应用马克思主义的经济、政治和社会理论。传统形式的马克思主义是反宗教的，支持无神论，这导致许多穆斯林拒绝马克思主义。然而，自20世纪40年代以来，马克思主义和伊斯兰社会正义理想之间的相似性导致一些穆斯林接受了他们自己的马克思主义形式。伊斯兰马克思主义者认为，伊斯兰教满足了社会的需求，可以容纳或指导马克思主义希望实现的社会变革。伊斯兰马克思主义者也对传统的马克思主义唯物主义和宗教观不屑一顾。
作为一个术语，“伊斯兰马克思主义”被用于描述阿里·沙里亚蒂（在阿塞夫·巴亚特所著《伊斯兰教法与马克思：对阿塞夫·巴亚特的马克思主义的“伊斯兰”批判》中），有时也被用于讨论1979年伊朗伊斯兰革命。

### 索马里革命社会主义
索马里革命社会党由穆罕默德·西亚德·巴雷于索马里民主共和国建立，接受苏联的指导。该政党试图通过将马克思列宁主义的原理进行调整以适应当地情况，用来调和官方国家意识形态与国教。政府强调穆斯林的社会进步、平等和正义原则，认为这些这些原则构成了科学社会主义的核心，并强调自给自足、公众参与和人民控制以及对生产资料的直接所有权。作为巴雷社会主义政策的一部分，主要工业和农场被国有化，包括银行、保险公司和石油分销农场。虽然索马里革命社会党鼓励有限规模的私人投资，但政府仍然认为自己本质上是社会主义的。

## 著名人物
- 穆罕默德·伊克巴尔，巴基斯坦诗人（1877年11月9日－1938年4月21日）
- 苏加诺，印度尼西亞國父，第1任總統（1901年6月6日－1970年6月21日）
- 穆罕默德·达乌德汗，阿富汗第1任總統（1909年7月18日－1978年4月28日）
- 贾迈勒·阿卜杜-纳赛尔，埃及第2任總統（1918年1月15日－1970年9月28日）
- 穆罕默德·西亚德·巴雷（1919年10月6日－1995年1月2日）
- 穆阿迈尔·卡扎菲，利比亞國家元首（1942年6月7日－2011年10月20日k
- 穆罕默德·纳吉布拉（1947年8月6日－1996年9月28日）
- 侯赛因·胡塞（1959年8月20日－2004年9月10日）

## 伊斯兰社会主义或左翼组织

### 逊尼派社会主义团体

#### 目前存在
- 埃及阿拉伯社会主义党（英语：Egypt Arab Socialist Party）
- 埃及伊斯兰工党（英语：Egyptian Islamic Labour Party）
- 民族解放阵线
- 社会正义党（英语：Social Justice Party (Egypt)）
- 乌玛党（英语：Umma Party (Egypt)）
- 青年埃及党（英语：Young Egypt Party）
- 伊斯兰社会主义党（英语：Islamic Socialist Party）
- 反资本主义穆斯林（英语：Anti-Capitalist Muslims）
- 也门社会党

#### 历史上的
- 祖国党
- 伊斯兰联盟
- 巴基斯坦人民党
- 喀山穆斯林社会主义委员会（英语：Muslim Socialist Committee of Kazan）
- 索马里革命社会主义党
- 社会主义合作党（英语：Socialist Cooperation Party）
- 人民支队（英语：Kuva-yi Seyyare）
- 绿军协会（土耳其語：Yeşil Ordu Cemiyeti）
- 青年布哈拉人
- 青年希瓦人

### 什叶派社会主义团体

#### 目前存在
- 伊朗伊斯兰革命组织的圣战者（英语：Mojahedin of the Islamic Revolution of Iran Organization）[65]
- 激进穆斯林运动
- 穆斯林团结大会[66]

#### 历史上的
- 穆斯林社会民主党
- 伊斯兰国家党
- 伊朗人民解放运动
- 敬神社会主义者运动
- 人民与总统合作办公室
- 伊朗人民的党